# Prática espiritual
A prática espiritual ou disciplina espiritual (muitas vezes incluindo exercícios espirituais) é o desempenho regular ou full-time das ações e atividades realizadas com a finalidade de cultivar desenvolvimento espiritual. Uma metáfora comum usada nas tradições espirituais das grandes religiões do mundo, é o de trilhar um caminho. Portanto, a prática espiritual de cada pessoa se move ao longo de um caminho em direção a um objetivo. O objetivo é variadamente chamado de salvação, libertação ou união (com Deus). Uma pessoa que anda esse caminho é por vezes referido como um viajante ou um peregrino.

## Prática espiritual VS culto
Algumas práticas, como a meditação, yoga e vegetarianismo, são realizadas com um propósito espiritual.